# يو توكيساكي
يو توكيساكي (باليابانية: 時崎 悠) (مواليد 15 يونيو 1979)، هو لاعب كرة قدم ياباني سابق كان يلعب كمدافع/.

## وصلات خارجية
- يو توكيساكي على موقع رابطة كرة القدم اليابانية للمحترفين (اليابانية)
- يو توكيساكي على موقع قاعدة بيانات كرة القدم.إي يو (الإنجليزية)
- يو توكيساكي على موقع Soccerway.com (الإنجليزية)
- يو توكيساكي على موقع عالم كرة القدم.نت (الإنجليزية)